# Hycan Z03
Hycan Z03 – elektryczny samochód osobowy typu crossover klasy średniej produkowany pod chińską marką Hycan od 2021 roku.

## Historia i opis modelu

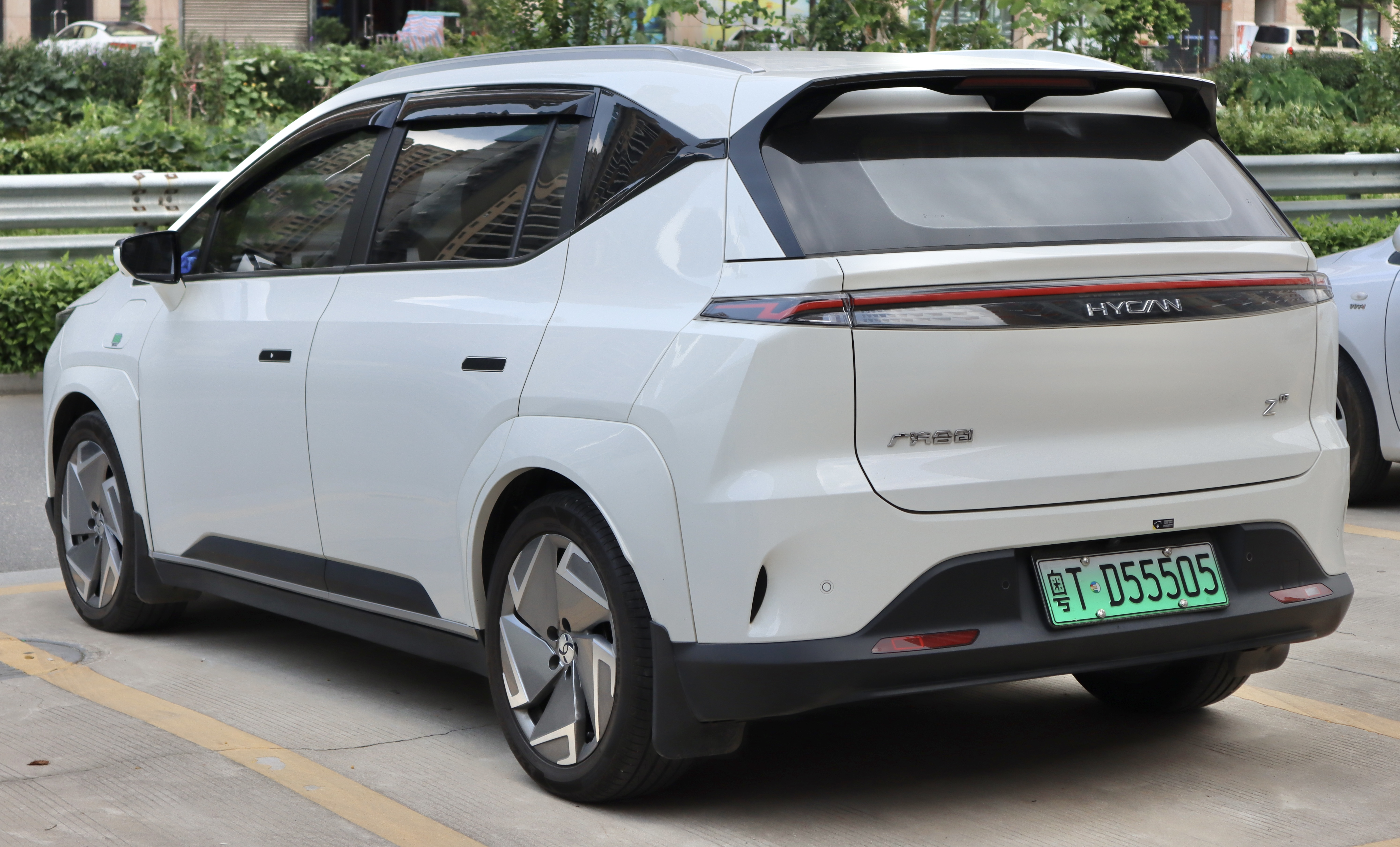
Hycan Z03 - tył

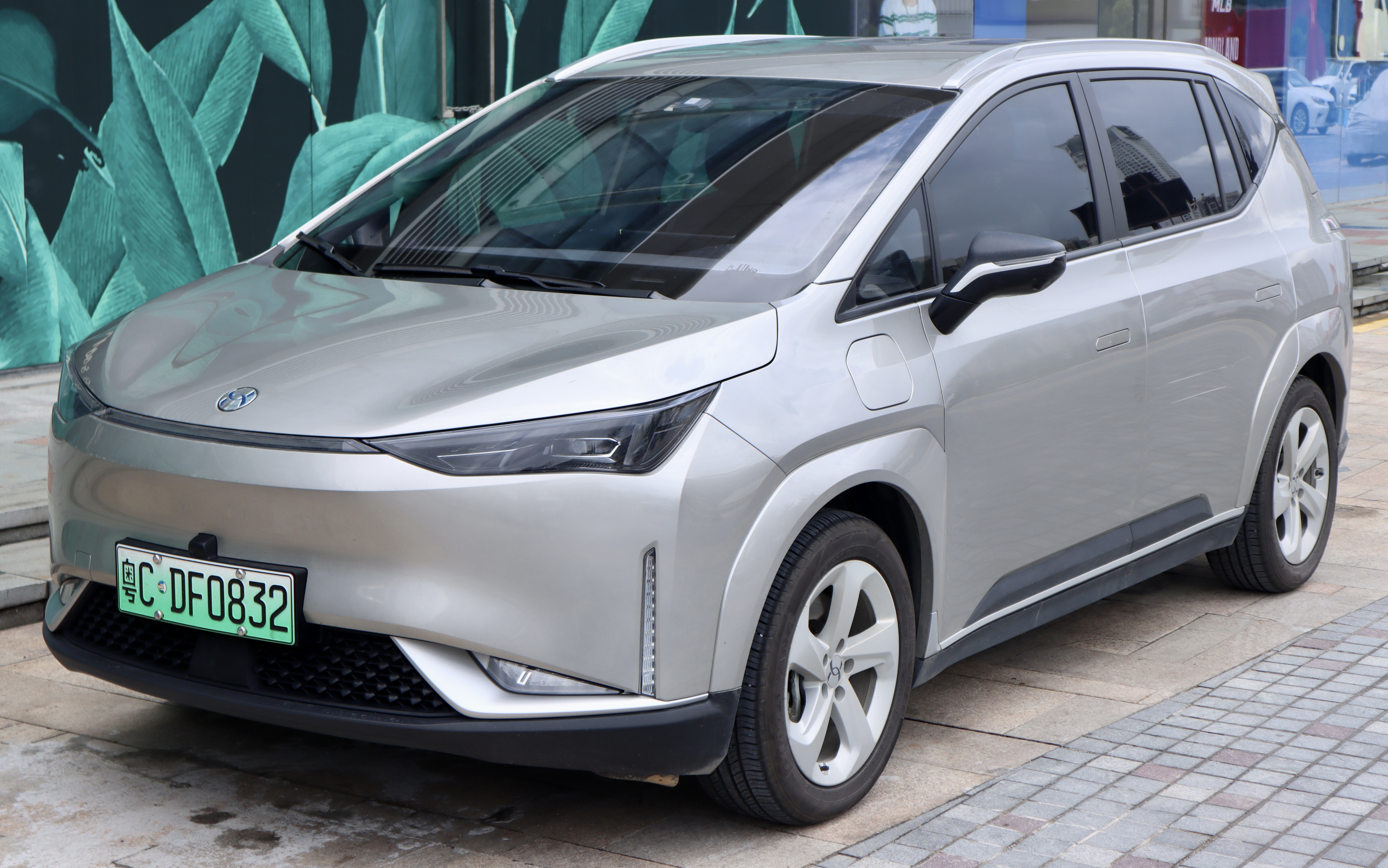
podstawowy Hycan Z03

Podczas wystawy samochodowej Shanghai Auto Show w kwietniu 2021 roku chiński Hycan przedstawił swój drugi model, po wprowadzonym do sprzedaży w 2020 roku dużym SUV-e 007. Podobnie jak on, pojazd powstał w oparciu o konstrukcję jednego ze współwłaścicieli Hycana, firmy GAC. Kompaktowy crossover Z03 został bliźniaczy wobec modelu GAC Aion Y.
Pod kątem wizualnym Hycan Z03 zachował proporcje pokrewnego modelu, z wąskim i wysokim nadwoziem. Zastosowano charakterystyczne plastikowe obudowy nadkoli, a także agresywnie stylizowane reflektory wykonane w technologii LED i wąskie pasy tylnych lamp pociągnięte przez całą szerokość nadwozia.

### Sprzedaż
Hycan Z03 został zbudowany z myślą o nabywcach na rodzimym rynku chińskim. Jako grupę docelową producent określił młodych nabywców z tzw. Generacji Z, chcąc zachęcić ich ceną oraz ekologicznym źródłem napędu. We wrześniu 2023 niemiecki startup Elaris wyraził chęc dystyrbucji Z03 w Niemczech pod nazwą Elaris Leo.

### Dane techniczne
W momencie premiery Hycan nie przedstawił szczegółowej specyfikacji technicznej Z03. Ograniczono się jedynie do przedstawienia obecności technologii autonomicznej jazdy, a także możliwości przejechania na jednym ładowaniu akumulatorów do ok. 600 kilometrów. W sierpniu 2021 ujawniono szczegółową specyfikację - samochód napędza silnik elektryczny o mocy 184 KM i maksymalnym momencie obrotowym 350 Nm, z kolei bateria o pojemności 93 kWh zapewnia deklarowany zasięg na jednym ładowaniu 643 kilometrów.